# Teatro Eldorado (Barcelona)
El Teatro Eldorado fue un edificio teatral de Barcelona, España, ubicado en la plaza de Cataluña, 5, en la  esquina norte con la calle de Vergara. Abrió sus puertas en 1884 como Teatro Ribas  y cerró en 1928. El edificio fue derribado para dejar paso la construcción de unas oficinas bancarias del Banco de Bilbao, actual BBVA. 
Acogió espectáculos de todo tipo, desde teatro de texto y musical a representaciones de ópera y zarzuela, además de danza y conciertos sinfónicos. Actuaron nombres importantes, como María Guerrero, Raquel Meller, Pastora Imperio, Fregoli o Maurice Chevalier. En sus últimos años funcionó como cine.

## Historia
El teatro Eldorado se inauguró el 21 de junio de 1884 con el nombre de Teatro Ribas, en honor a su empresario. A partir de 1887 se denominó Teatro Cataluña. En la década de los años 1890 ya era conocido por Eldorado. El nombre fue tomado del café concierto Eldorado de París.
El 1887 se estrenó con éxito la adaptación de la opereta francesa Ki Ki Ri Ki hecha por Conrad Colomer. Joan Molas i Casas estrenó la parodia No cantas más la africana, o, Los nervios de Anselmito, consecuencia del gran éxito de la época del dúo «La africana». En 1902 Enric Morera estrenó una zarzuela en castellano con el título de Las caramellas.
El 16 de julio de 1903 la compañía de María Guerrero realizó el estreno absoluto del drama Mariucha, de Benito Pérez Galdós, con asistencia del autor. El 8 de junio de 1904 se estrenó La casa de García, de Serafín y Joaquín Álvarez Quintero. El 2 de marzo de 1907 se estrenó, sin éxito, Águila de blasón, de Ramón María del Valle-Inclán, también con asistencia del autor.
En 1904 se estrenaron, por primera vez en España, la ópera Djamileh, de Georges Bizet, y se cantó La bohème, de Giacomo Puccini, traducida al castellano. En 1905 se estrenó la ópera Los cuentos de Hoffmann,  de Jacques Offenbach (1884), en una traducción al castellano.
De 1910 a 1924 fue la sede de la Orquesta Sinfónica de Barcelona, fundada y dirigida por Joan Lamote de Grignon. En 1913 empezó a ofrecer también proyecciones de cine, actividad a la que se dedicó en sus últimos años, tomando el nombre de Teatro Cataluña - Gran Cine Eldorado.
En 1928 Eldorado cerró sus puertas al públicos. El edificio fue adquirido en subasta por el Banco Central, que lo derribó el 11 de febrero de 1929. En 1942 adquirió el solar el Banco de Bilbao (actualmente BBVA), que edificó su sede, inaugurada en 1952.

## Estrenos absolutos en el Teatro Eldorado
- 1889: Anuncio, zarzuela de Guelfo Mazzi, libreto de Eduardo Montesinos.
- 1891: El mocito del barrio, zarzuela de Julián Romea Parra.
- 1892: El prior y lo priorato y Sobre el terreno, zarzuelas de Albert Cotó i Fita.
- 1894: Plaza partida, zarzuela de Albert Cotó i Fita.
- 1895: Los tres claveles, zarzuela de Albert Cotó i Fita.
- 1897: El bohemio, zarzuela de Agustín Pérez Soriano.
- 1899: La panadera, zarzuela de Albert Cotó i Fita.
- 1900: Portfolio de Eldorado, zarzuela de Albert Cotó i Fita.
- 1901: Cambiar de estado, zarzuela de Josep Bellver Abells; La soleá, zarzuela de Mario Fernández de Puente.
- 1902: Las caramellas, zarzuela de Enric Morera i Viura.
- 1903: El arte lírico, o, Géneros de uso, zarzuela de Albert Cotó i Fita.
- 1903: Mariucha, drama de Benito Pérez Galdós; La gente de trueno, zarzuela de Vicente Peydró Díez, libreto de Eduard Escalante.
- 1904: La casa de García de Serafín y Joaquín Álvarez Quintero; Doña Inés de Castro, ópera de Vicent Costa i Nogueras.
- 1907: Águila de blasón, drama de Ramón María del Valle-Inclán.
- 1911: La mujer de agua, ópera de Cassià Casademont i Busquets.
- 1912: Nausica, drama de Joan Maragall; El gran Aleix, drama de Joan Puig i Ferreter (4 de mayo); La virgen del mar, obra lírica de Santiago Rusiñol; El despatriat, comedia del mismo autor; Flores de risco, zarzuela de Cassià Casademont i Busquets, libreto de Ignasi Iglesias; Señora abuela quiere marido, comedia de Josep Pous.
- 1913: Muerte de San Francisco de Joan Pujol i Matheu, con letra de Jacinto Verdaguer, por la Orquesta Sinfónica de Barcelona.
- 1914: Bernardo del Carpio, drama de Ambrosi Carrion.
- 1919: La sardana de les monges de Enric Morera, cantada por el Orfeó Gracienc.
- 1921: Suite en solo: suite ampurdanesa de Juli Garreta, para orquesta sinfónica.
- 1924: El banco de la paciencia, zarzuela de Rica y Graiño.
- 1926: El perdón del Rey, zarzuela de Rafael Martínez Valls.
- 1927: Las hilanderas, zarzuela de José Serrano Simeón con libreto de Federico Oliver; La arañita en el espejo, obra de Azorín.
- 1928: Las adelfas, comedia de Manuel y Antonio Machado (13 de abril)
- 1929: Yo no sabía que el mundo era así, comedia de Amadeo Vives.